# 1ª edizione dei Directors Guild of America Award
La 1ª edizione dei Directors Guild of America Award si è tenuta nel corso del 1949 e ha premiato il migliore regista cinematografico del 1948.

## Cinema
- Joseph L. Mankiewicz – Lettera a tre mogli (A Letter to Three Wives)
- Howard Hawks – Il fiume rosso (Red River)
- Anatole Litvak – La fossa dei serpenti (The Snake Pit)
- Fred Zinnemann – Odissea tragica (The Search)

## Premi speciali

### Premio per il membro onorario
- Tod Browning